# Orensei középkori híd
Az orensei középkori híd, amelyet spanyolul illetnek a Puente Viejo („öreg híd”), a Puente Romano („római híd”) és a Puente Mayor („nagy(obb) híd”) nevekkel is, a spanyolországi Orense egyik régi műemléke, a város címerében is szerepel.

## Története
A Miño folyót átívelő első hidat még az ókori rómaiak építették itt: ez nagy fontosságú átkelő volt, mivel sok kilométeren keresztül az egyetlen híd volt a folyón. Az Antoninus-itinerárium szerint a XVIII. számú út egy másodlagos nyomvonalán feküdt, amely Bracara Augustát kötötte össze Asturica Augustával. Az építés idejét a hagyomány Traianus császár korába teszi, ám valószínűbb, hogy régebben, még Augustus idején épült.
A római híd azonban később elpusztult, már csak néhány kő maradt meg belőle. A ma ismert adatok szerint először 1228–1229-ben építették újjá a III. Ferdinánd kasztíliai király támogatását is élvező Lorenzo nevű püspök támogatásával. Ekkor már megjelentek rajta a jellegzetes, kissé csúcsos nyílások és a felvezető rámpák, de a rossz alapozás miatt később romba dőlt. A 17. században Melchor de Velasco Agüero építész tervei alapján megerősítve helyrehozták. A hozzá tartozó tornyot (amely Orense címerében is feltűnik) 1839-ben lebontották. A hidat 1961-ben történelmi-művészeti műemlékké nyilvánították.

## Leírás
A híd az északnyugat-spanyolországi Galicia autonóm közösségben, Orense belvárosában található a Miño folyó fölött. A környékről származó gránitos jellegű kőből épült létesítménynek eredetileg 11 nyílása volt, ebből ma 7 maradt meg. Hossza 370 méter, a középső nyílás pedig 43 méter széles és 38 méterrel húzódik a folyó átlagos vízszintje felett.

## Képek

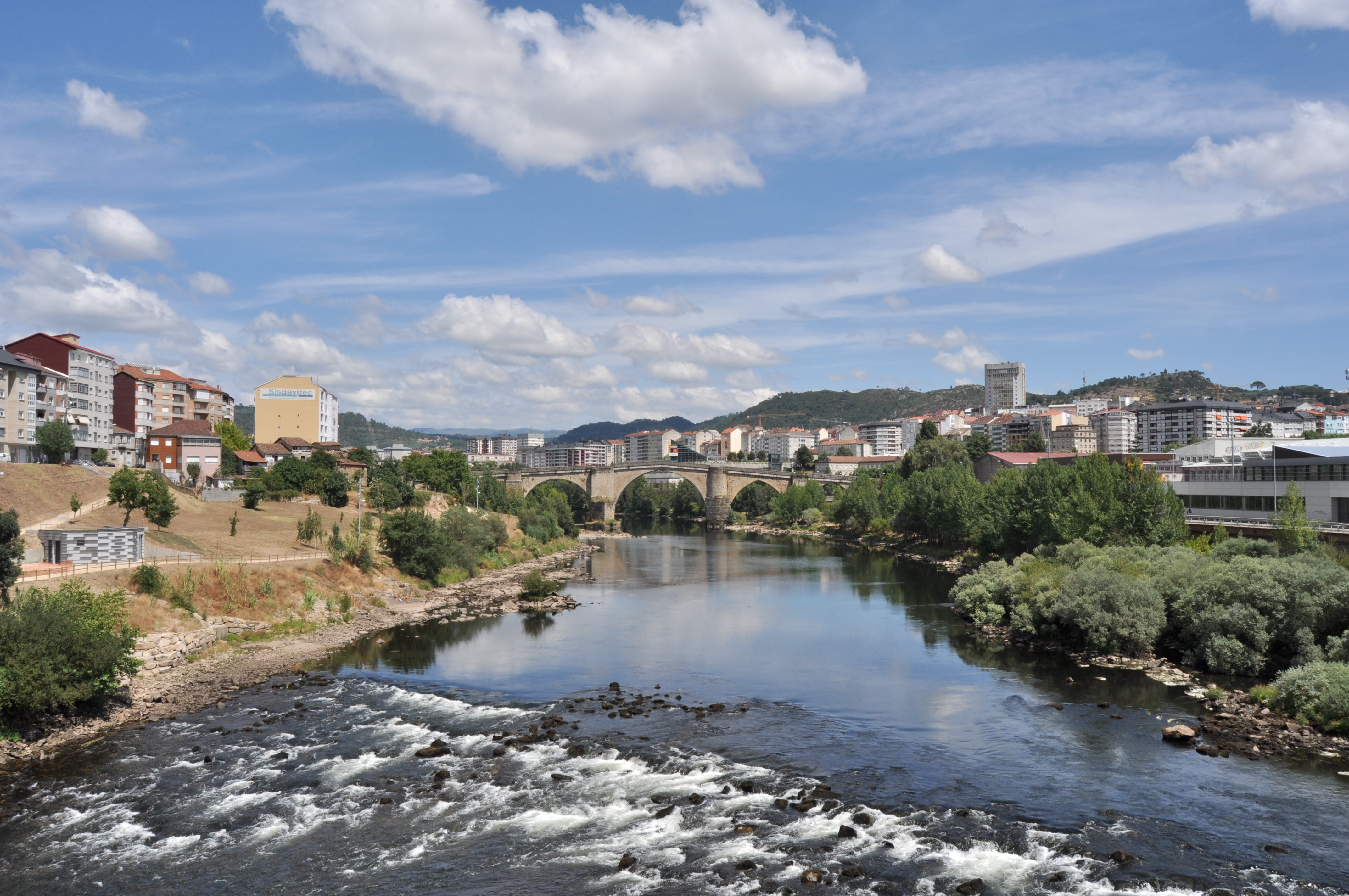
A híd és környezete
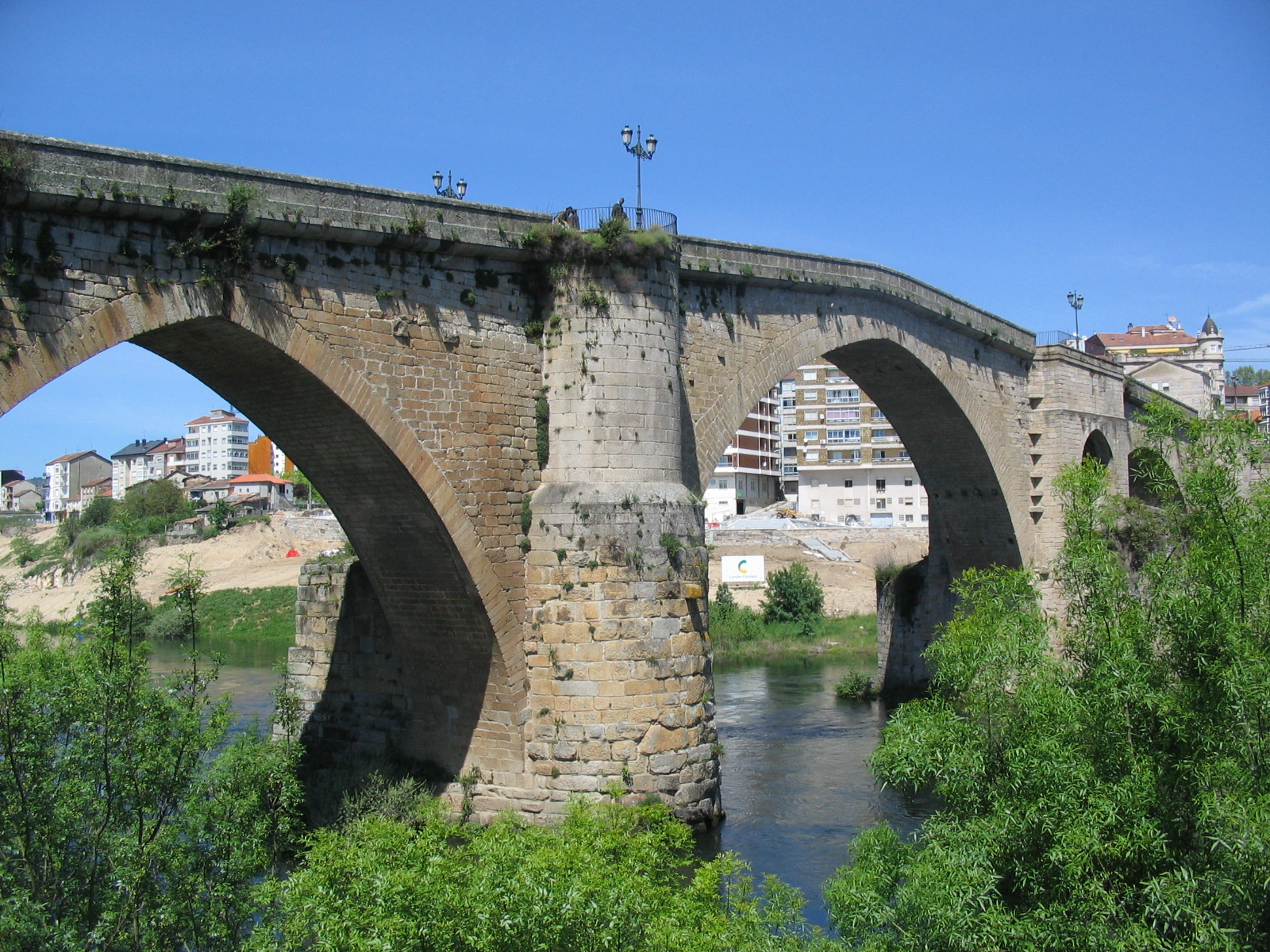
Részlet
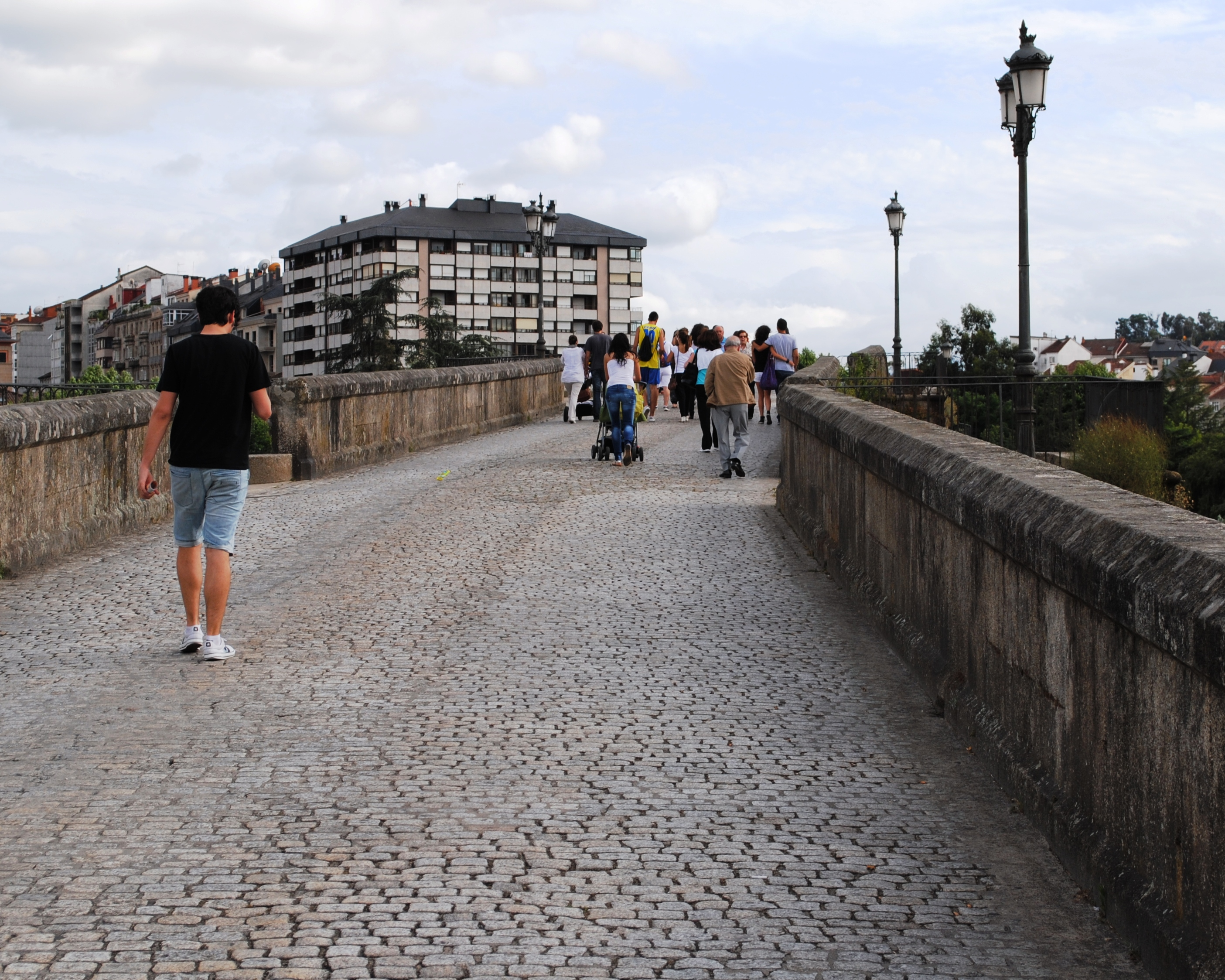
A hídpálya gyalogosokkal
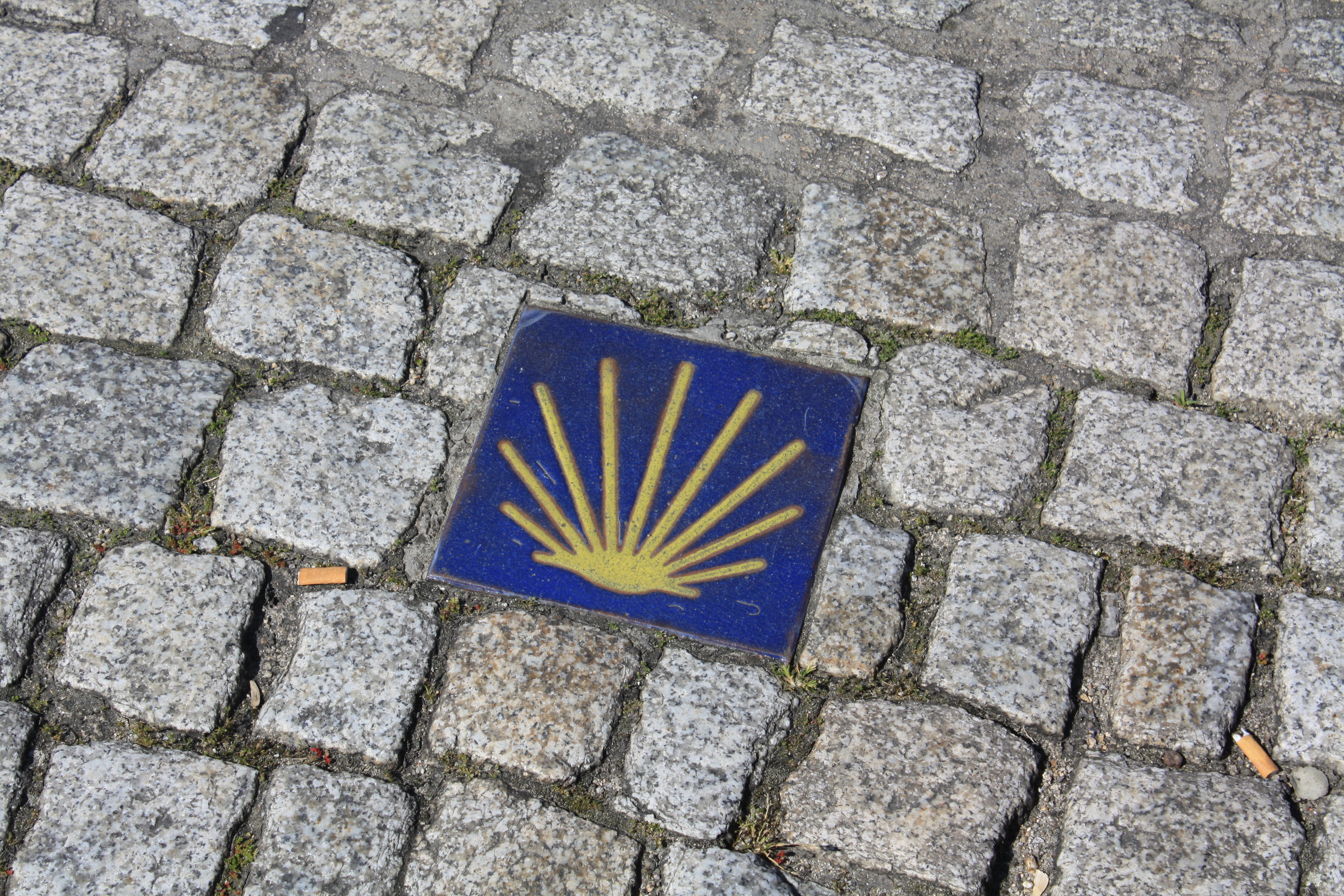
A Szent Jakab-utat jelző kagyló jel